# Tiempo de morir
Tiempo de morir é um filme de drama colombiano de 1985 dirigido e escrito por Jorge Alí Triana. Foi selecionado como representante da Colômbia à edição do Oscar 1986, organizada pela Academia de Artes e Ciências Cinematográficas.

## Elenco
- Gustavo Angarita - Juan Sayago
- María Eugenia Dávila - Mariana
- Sebastián Ospina - Julián Moscote
- Jorge Emilio Salazar - Pedro Moscote
- Reynaldo Miravalles - Casildo